# Gruppo di NGC 681
Il Gruppo di NGC 681 comprende almeno tre galassie: NGC 681 (che dà il nome al gruppo), NGC 701 e MCG -2-5-53 (PGC 6667). Le galassie sono posizionate tra la costellazione della Balena e quella di Eridano, a una distanza di circa 76 milioni di anni luce dalla nostra Via Lattea.

## Membri
Le galassie considerate membri del gruppo nell'articolo di Powell sono le seguenti:
| Nome        | Tipo     | Classificazione    | RA (J2000.0)  | DEC (J2000.0) | Velocità radiale (km/s) | Magnitudine apparente | Distanza (Mpc) | Dimensioni (kal) |
| ----------- | -------- | ------------------ | ------------- | ------------- | ----------------------- | --------------------- | -------------- | ---------------- |
| NGC 681     | SAB(s)ab | Spirale intermedia | 01h 49m 10.8s | -10° 25′ 35″  | 1760 ± 7                | 12,0                  | 21,9 ± 1,6     | 95               |
| NGC 701     | SB(rs)c  | Spirale barrata    | 01h 51m 03.8s | -09° 42′ 09″  | 1831 ± 5                | 12,2                  | 23,0 ± 1,6     | 50               |
| MGC -2-5-53 | SB(s)d   | Spirale barrata    | 01h 49m 10.3s | -10° 03′ 40″  | 1989 ± 1                | 13,574 ± 0,015        | 25,3 ± 1,8     | 69               |

Il sito DeepskyLog permette di trovare agevolmente le costellazioni in cui si trovano le galassie; in alternativa si possono utilizzare le coordinate delle galassie per individuarle. Se non altrimenti indicato, le coordinate sono quelle fornite dal sito NASA/IPAC (National Aeronautics and Space Administration / Infrared Processing and Analysis Center).